# Флиттон (деревня)
Флиттон (англ. Flitton) — деревня в Бэдфордшире, Англия. Название является производным от реки Флит (англ. Flitt), протекающей недалеко от деревни. Примечательна в основном мавзолеем де Греев, расположенным недалеко от баптистской церкви Св. Джона. Ричард Миллвард, создатель «Застольной беседы Селдона», родился здесь в 1609 году. Во Флиттоне есть два паба — «Белое сердце» и «Веселый бондарь».

## Церковь Св. Джона
Церковь (на фото), стоящая на небольшом холме в западной оконечности деревни, была предположительно построена Эдмундом Греем, эрлом Кента (1465), между 1440 и 1489 годами. В церкви наличествует 27-футовая (8,2 метра) алтарная часть, 39-футовый (12 метров) корабль (с учетом приделов), южная галерея и западная 3-этажная башня, c башенкой с крестом на крыше. Все здание, по-видимому, построено из местной железосодержащей породы и украшено зубцами. На стене северного придела — три медные памятные доски в память: Элеонора Завоевателя (англ. Eleonor Conquestor) (1434), Елизаветы, жены Томаса Уоррена, (1544) и Элис, жены Реджинальда Хилла (1594).
В церкви Св. Джона находится 5 колоколов — 2 (1902 и 1904 года) от общества милосердия Ипсвича, и 3 (1687) изготовленные Ричардом Чендлером из Дрейтон Перслоу.
В алтарной части погребен естествоиспытатель Джордж Хадли (1685—1768).